# Forces aériennes de la Gendarmerie nationale
 (août 2024).
Si vous disposez d'ouvrages ou d'articles de référence ou si vous connaissez des sites web de qualité traitant du thème abordé ici, merci de compléter l'article en donnant les références utiles à sa vérifiabilité et en les liant à la section « Notes et références ».
Ne doit pas être confondu avec Gendarmerie de l'air et de l'espace ou Gendarmerie des transports aériens.
Pour les articles homonymes, voir FAG.
Au sein du ministère de l'intérieur français, les forces aériennes de la Gendarmerie nationale (« FAGN ») sont chargées des missions de sécurité publique sur l'ensemble du territoire national au bénéfice de la Gendarmerie nationale et de la Police nationale ainsi que des missions de secours et d'intervention en milieu spécialisé (mer, montagne) selon le principe de subsidiarité avec les moyens aériens de la Sécurité civile. Par ailleurs, les FAGN apportent leur spécificité pour les missions militaires de l'Arme et éventuellement constituent un appui aux autres Forces Armées. Les hélicoptères de la Gendarmerie interviennent de jour comme de nuit. Ils sont placés sous l'autorité du Commandement des Forces Aériennes de la Gendarmerie nationale (COMFAG). 
Entre 1972 et 1994, le parc aérien des FAGN comprenait également des avions légers Nord 3400 Norbarbe puis Cessna U206F. Depuis 1994, il est exclusivement composé d'hélicoptères. 
En 2022, les Forces aériennes de la Gendarmerie comprennent 56 hélicoptères : 15 « EC145 », 15 « EC135 » et 26 « Écureuil ». Pour certaines missions du Groupe d'intervention de la Gendarmerie nationale (GIGN) et du RAID de la Police nationale, l'action des FAGN est complétée par une unité interarmes du Commandement des Opérations Spéciales : le Groupe Interarmées d'Hélicoptères (GIH).

## Historique

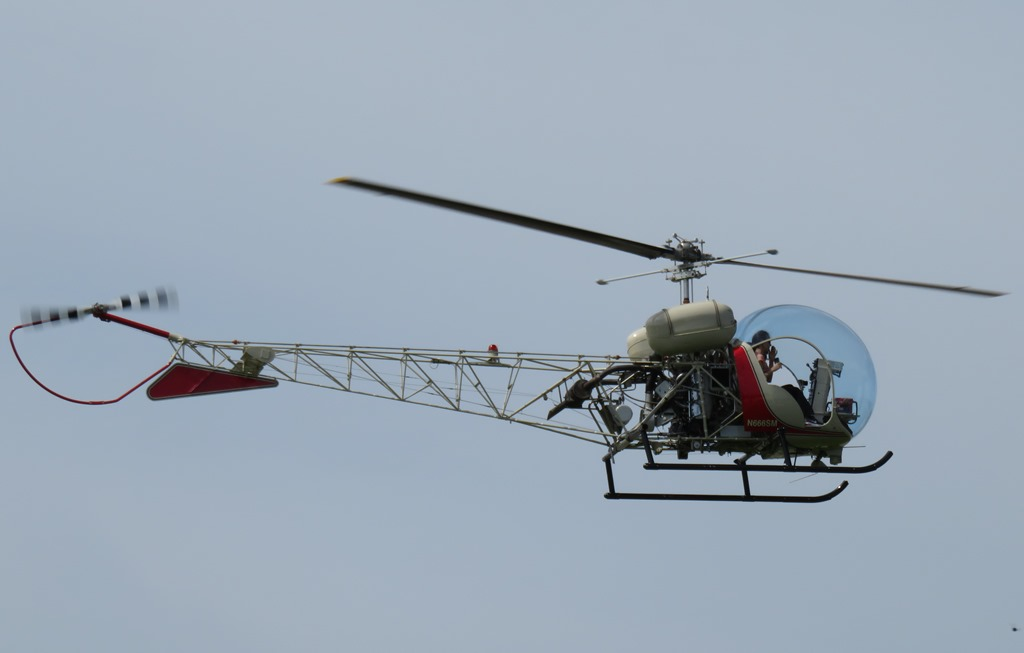
BELL 47 civil

L'Armée de terre forme des gendarmes au groupement des formations hélicoptères de l'Armée de terre en Indochine, alors stationné à Saïgon en 1954. Les volontaires sont issus de la gendarmerie départementale, de la légion de la Garde républicaine de Paris et de la gendarmerie mobile. Un premier Bell 47G arrive à Satory et il est stationné auprès du 1er groupe blindé. Un second est commandé, l'année suivante, par l'Armée de terre à la société Agusta. La section d’hélicoptères de la Gendarmerie et l’atelier central « hélicoptères » de la Gendarmerie sont respectivement créés en 1956 et 1957 et rattachés au 1er groupe blindé de gendarmerie mobile. La création des sections aériennes de Bapaume, de Bron, de Toulouse, de Verdun et de Berre couvre l'ensemble du territoire français comme le plan de la Gendarmerie le prévoit. La première évacuation sanitaire a ainsi lieu en juillet 1956 à Reims.
Le soulèvement algérien oblige la Gendarmerie à participer au conflit. Le parc aérien atteint ainsi douze appareils en 1957. Disposant d'un personnel détaché de l'Aviation légère de l'Armée de terre, elle met en place une section « gendarmerie » au côté du 2e groupe d'hélicoptères de Sétif. Huit des douze appareils de la Gendarmerie sont affectés au maintien de l’ordre et à l’évacuation sanitaire dans le territoire algérien. Les équipages et les aéronefs font leurs retours dans les bases de la métropole et des DOM-TOM en 1963.

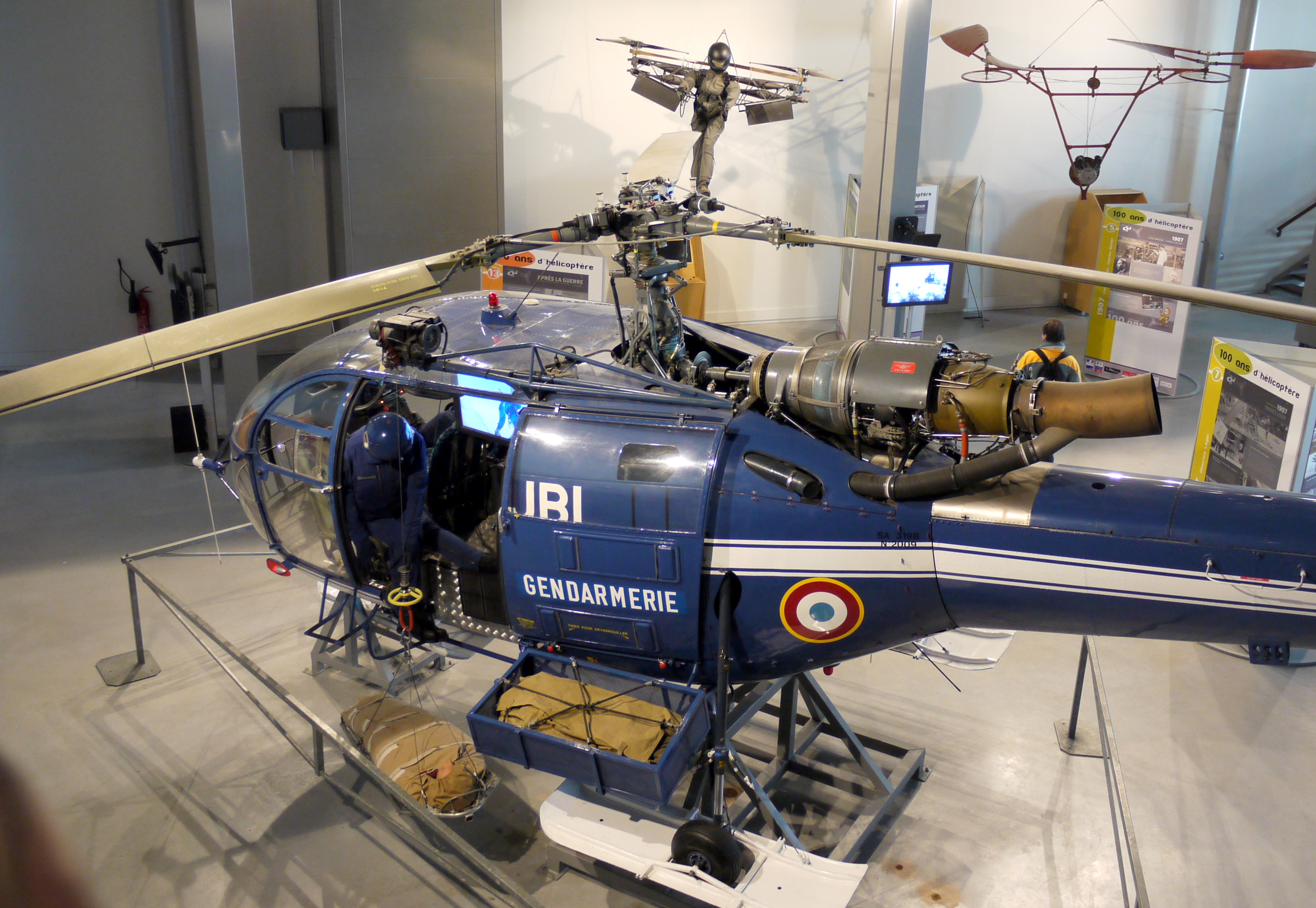
Alouette III - Musée du Bourget.

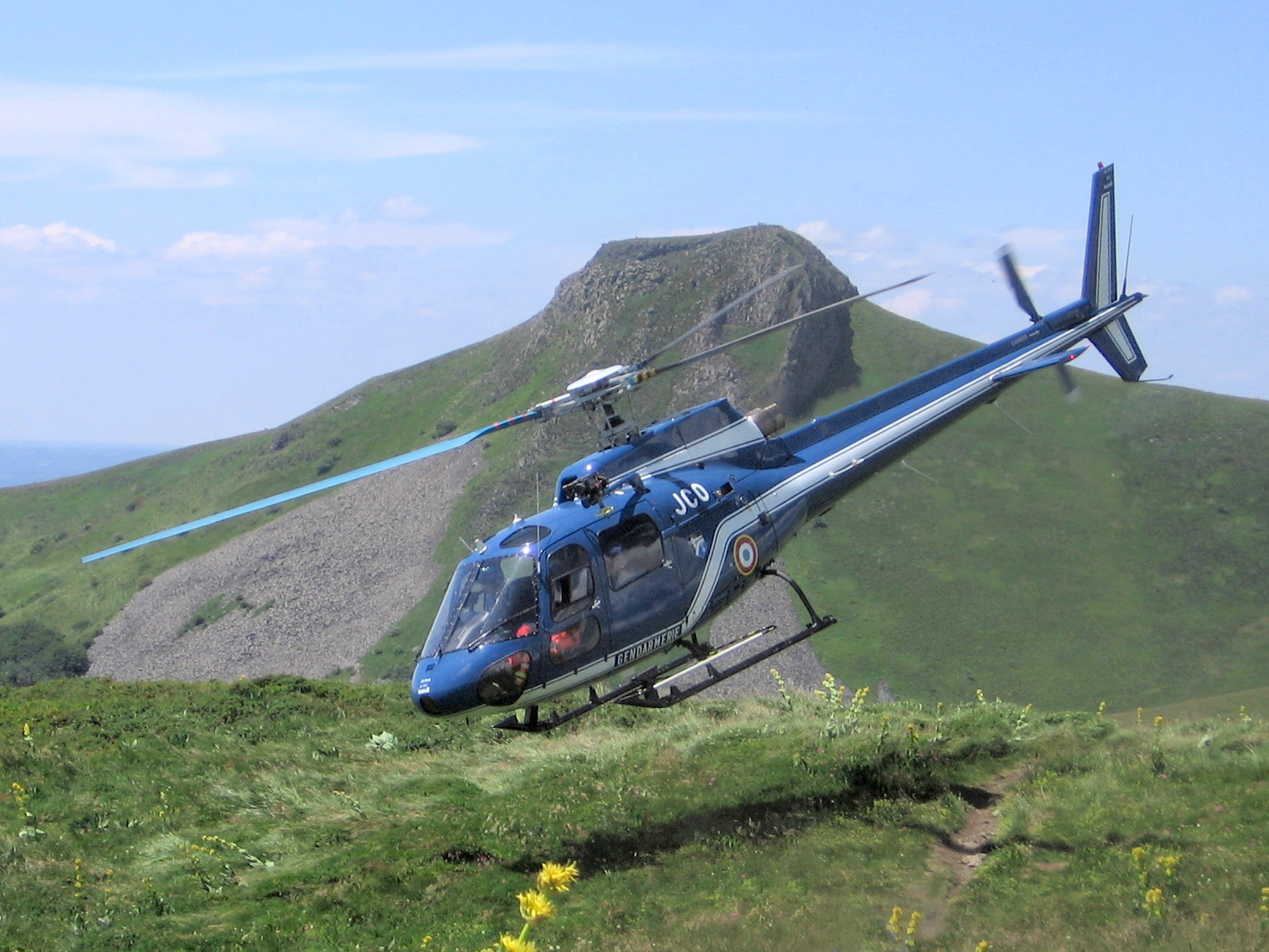
« Écureuil » de la Gendarmerie - Massif du Sancy.

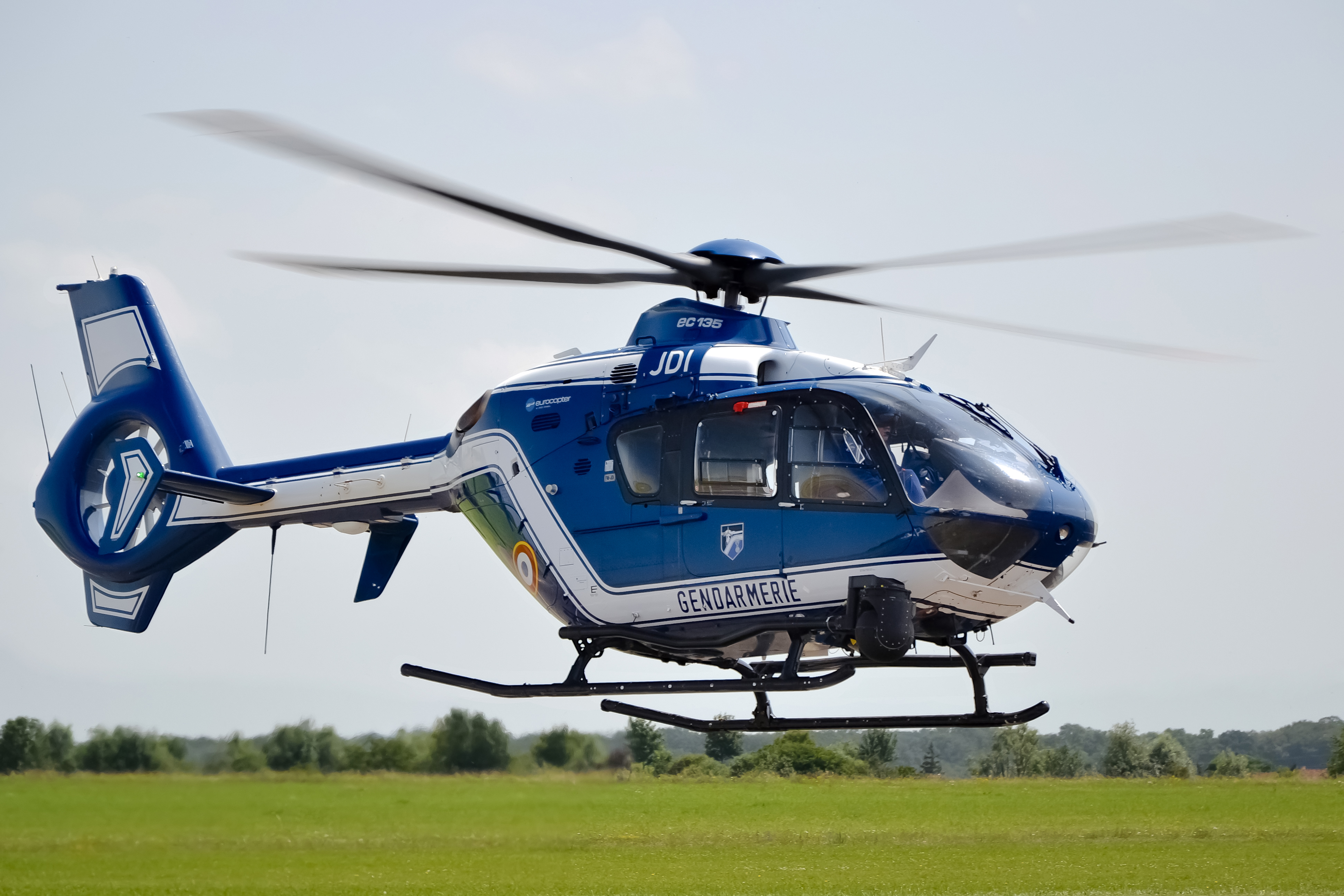
« EC135 » de la Gendarmerie à Nancy.

La toute nouvelle Alouette II, de Sud-Aviation, entre en service à la Gendarmerie en 1957, à Bron. Elle est utilisée à de nombreuses reprises au cours de sauvetages en montagne. « L’atelier central hélicoptères » (ACH) crée ainsi des patins pour l'usage en montagne, ainsi que des flotteurs pour l'utilisation sur des plans d’eau ; un treuil est également mis au point. En 1959, de nouvelles « Alouette » sont commandées pour rejoindre le continent nord-africain. Deux années plus tard, plusieurs nouvelles bases des DOM-TOM voient arriver les hélicoptères des gendarmes. En effet, en raison des intempéries dont elles sont souvent victimes, la Martinique, la Guyane, la Guadeloupe, l’île de La Réunion et la Nouvelle-Calédonie tirent grand bénéfice de l'usage de l’hélicoptère.
La première Alouette III est livrée dès 1963 et est affectée à l'escorte du président de la République. Ce type d’appareil est doté d'une civière. Il est ensuite très utilisé pour le secours en montagne. Ultérieurement, il participe également aux missions d'intervention du GIGN.
La Gendarmerie ne se limite pas à l'usage d’hélicoptères. Elle fait aussi l'acquisition d’avions comme le Nord 3400 Norbarbe en 1972. Ces appareils peu puissants, destinés à l’observation routière, sont très vite remplacés par des Cessna U206F à partir de 1974. La Gendarmerie cesse ensuite définitivement d’utiliser les avions à compter de 1994.
En 1974, l'ACH est rebaptisé « groupe technique central des hélicoptères et avions légers de la Gendarmerie nationale » puis « groupe de soutien technique des moyens aériens de la Gendarmerie nationale ».
Le « groupement central des formations aériennes de la Gendarmerie » est créé à Satory en 1976 et se déplace à Guyancourt ; puis il rejoint la base aérienne 107 de Villacoublay.
En 1982, l'AS350B Écureuil est choisi pour remplacer les « Alouette » vieillissantes, notamment en raison de son entretien facile et économique. Un total de 30 appareils est commandé par la Gendarmerie : l'Alouette II est définitivement abandonnée en 1991.
En 1997, une étude de remplacement des « Alouette III » par un appareil de nouvelle génération bimoteur est lancée. Le choix se précise pour le BK117C1. Finalement, c'est le « BK117C2 » d’Eurocopter, alias « EC145 », qui est commandé et dont la livraison débute à partir de décembre 2002 au site de Villacoublay. Il est équipé d'un tableau de bord presque entièrement numérique et permet l'utilisation de jumelles de vision nocturne. À partir de 2009, un autre type d’appareil, le « EC135 », également produit par Eurocopter, est livré : il est équipé d'une caméra, d’un phare de recherche, d’un treuil et convient mieux aux missions de police.
Il était prévu de remplacer la flotte d'Écureuil en service depuis 1978 par des « EC135 ». Le manque de crédits a empêché ce renouvellement, conduisant la Gendarmerie à annuler en 2014 une commande de 22 appareils. Une opération de rénovation débute alors sur les « Écureuil » pour leur permettre de voler jusqu'en 2025. La réglementation européenne - non applicable aux aéronefs d’État[réf. souhaitée], invite l'aéronautique d’État à converger vers les normes européennes appliquées aux aéronefs commerciaux - interdit aux appareils monoturbines de survoler les zones urbaines, ce qui pousse la Gendarmerie à vouloir à terme renouveler sa flotte d’Écureuil.
En juin 2020, le plan de relance annoncé par le ministre de l'économie et des finances au sortir de la crise du COVID-19 prévoit l'acquisition pour la gendarmerie de dix hélicoptères H160 pour un montant de 200 millions d’euros. Cette commande est validée officiellement en décembre 2021 . Les premières livraisons sont attendues en 2024 . Les premiers essais se déroulent en 2023 avec le premier appareil. 
En janvier 2023, les forces aériennes de la gendarmerie se réorganisent, simplifiant leur organigramme, valorisant leurs centres d'instruction en vol et de maintenance aéronautique et répartissant au plus juste leurs effectifs (491 militaires et civils). En effet alors que les sept flottes de l'aéronautique d’État disposent en moyenne de cinquante-quatre personnes (ETP) par aéronef exploité (hélicoptère et avion ?), les FAGN fonctionnent avec seulement neuf personnes (ETP) par aéronef. Leur statut militaire, le modèle unique que constitue le corps des mécaniciens de la gendarmerie (à la fois maintenanciers et mécaniciens de bord), comme leur mode de fonctionnement particulièrement efficient en petites équipes soudées, sont les principaux atouts historiques qui permettent une telle performance. 
Depuis 1954, 29 militaires de la Gendarmerie ont trouvé la mort en service aérien commandé - dont 1 pendant la Guerre d'Indochine et 4 pendant la Guerre d'Algérie.

## Missions
La Gendarmerie définit deux types de missions, auxquelles elle assigne les appareils suivants :
- sauvetage-intervention (EC145) ;
- surveillance-intervention (EC135 et AS350 Écureuil).

## Organisation

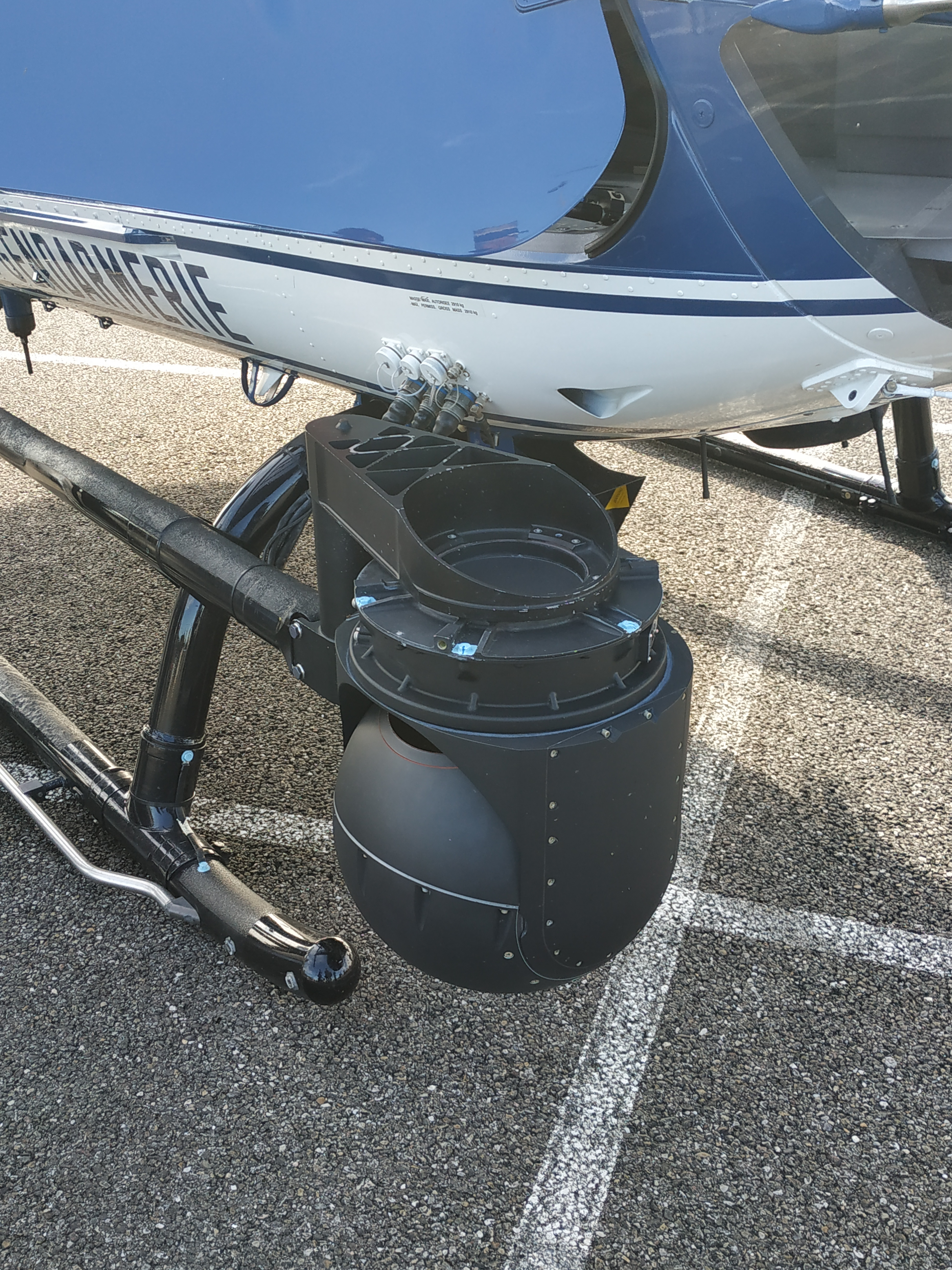
Caméra d'un EC-135 de la Gendarmerie.

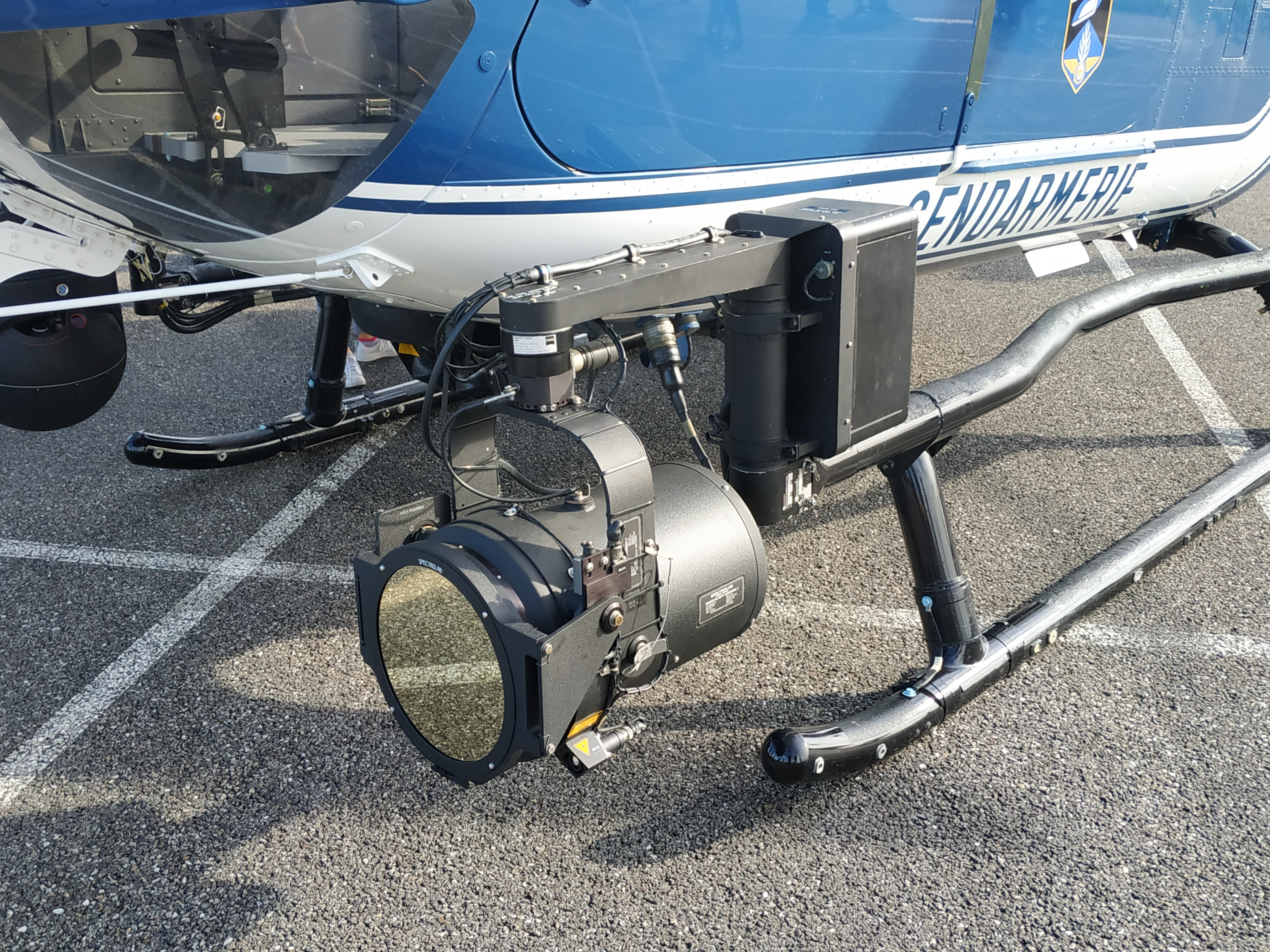
Projecteur monté sur un EC-135.

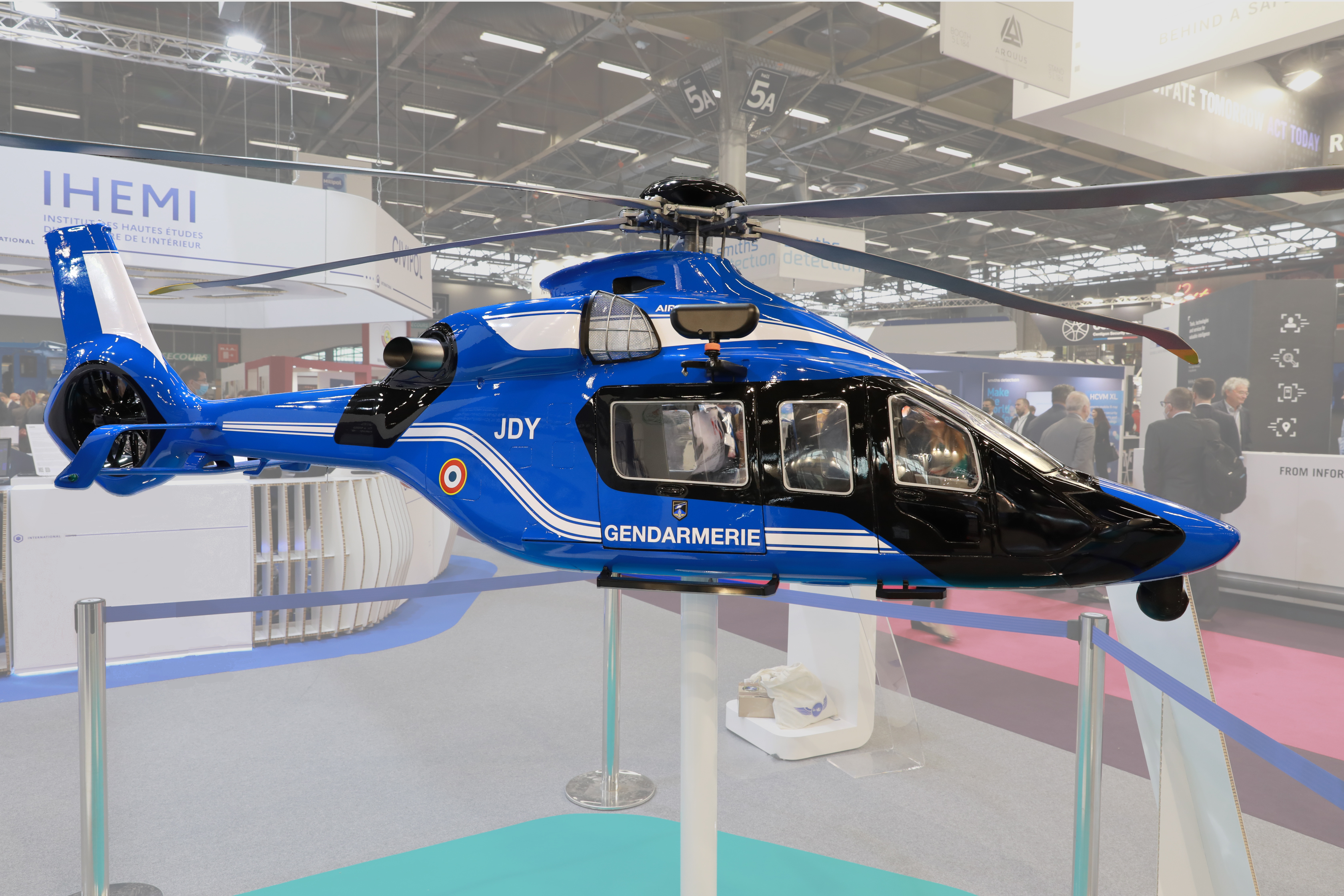
Maquette du H160 aux couleurs de la Gendarmerie - Salon Milipol Paris, octobre 2021.

Les forces aériennes de la gendarmerie comptent sept forces aériennes zonales (FAZ) correspondant aux « régions zonales » de gendarmerie. Ils sont placés sous l’autorité des généraux commandants de région. Elles sont constituées de vingt-neuf sections aériennes de gendarmerie (SAG), dont six sont stationnées outre-mer, ainsi que de deux détachements saisonniers.
- Commandement des forces aériennes de la Gendarmerie nationale (COMFAG) - Villacoublay
  - Centre national de maintenance aéronautique de la gendarmerie (CNAMAG) - Bricy
  - Centre national d'instruction des forces aériennes de la gendarmerie (CNIFAG) - Cazaux
  - Force aérienne de gendarmerie Île-de-France
    - Section aérienne de gendarmerie de Vélizy-Villacoublay (Yvelines)

  - Force aérienne de gendarmerie Nord (Hauts-de-France)
    - Section aérienne de gendarmerie de Amiens-Glisy

  - Force aérienne de gendarmerie Ouest (Bretagne, Centre-Val de Loire, Normandie, Pays de la Loire)
    - Section aérienne de gendarmerie de Tours
    - Section aérienne de gendarmerie de Rennes
    - Section aérienne de gendarmerie de Saint-Nazaire (Loire-Atlantique)

  - Force aérienne de gendarmerie Est (Grand Est, Bourgogne-Franche-Comté)
    - Section aérienne de gendarmerie de Dijon
    - Section aérienne de gendarmerie de Metz
    - Section aérienne de gendarmerie de Colmar (Haut-Rhin)

  - Force aérienne de gendarmerie Sud (Corse, Occitanie, Provence-Alpes-Côte d'Azur)
    - Section aérienne de gendarmerie d'Ajaccio
    - Section aérienne de gendarmerie de Hyères
    - Section aérienne de gendarmerie de Montpellier (Hérault)
    - Section aérienne de gendarmerie de Digne-les-Bains
    - Section aérienne de gendarmerie de Briançon (Hautes-Alpes)
    - Section aérienne de gendarmerie de Toulouse
    - Section aérienne de gendarmerie de Tarbes (Hautes-Pyrénées)
    - Section aérienne de gendarmerie de Pamiers (Ariège)

  - Force aérienne de gendarmerie Sud-Est (Auvergne-Rhône-Alpes)
    - Section aérienne de gendarmerie de Lyon
    - Section aérienne de gendarmerie de Chamonix-Mont-Blanc
    - Section aérienne de gendarmerie de Modane (Savoie)

  - Force aérienne de gendarmerie Sud-Ouest (Nouvelle-Aquitaine)
    - Section aérienne de gendarmerie de Mérignac
    - Section aérienne de gendarmerie de Bayonne (Pyrénées-Atlantiques)
    - Section aérienne de gendarmerie de Limoges
    - Section aérienne de gendarmerie d'Égletons (Corrèze)

  - Sections stationnées outre-mer :
    - Section aérienne de gendarmerie de Pointe-à-Pitre
    - Section aérienne de gendarmerie de Fort-de-France
    - Section aérienne de gendarmerie de Cayenne
    - Section aérienne de gendarmerie de Saint-Denis
    - Section aérienne de gendarmerie de Pamandzi
    - Section aérienne de gendarmerie de Nouméa.

## Moyens

### Implantations
Depuis 1953, les unités des FAGN se sont progressivement développées en s'implantant dans l'ensemble du territoire national. Désormais dotées d'un maillage territorial complet, correspondant aux besoins opérationnels de la gendarmerie, elles sont stationnées dans 33 implantations aussi bien militaires que civiles, réparties dans l'ensemble de la métropole et des territoires d'outre-mer :
| \| 250 km1:9 730 000 CFAGN Villacoublay Groupement Section aérienne de gendarmerie Détachement aérien de la Gendarmerie \| |
| 250 km1:9 730 000 CFAGN Villacoublay Groupement Section aérienne de gendarmerie Détachement aérien de la Gendarmerie       |

- Aérodrome d'Égletons (SAG Égletons)
- Aérodrome de Pamiers - Les Pujols (SAG Pamiers)
- Rochefort (DAG saisonnier Rochefort)
- Aérodrome de Tarbes - Laloubère (SAG Tarbes)
- Aéroport d'Ajaccio Napoléon Bonaparte (SAG Ajaccio)
- Aéroport d'Amiens - Glisy (FAG Nord, SAG Amiens)
- Aéroport de Biarritz-Pays basque (SAG Bayonne)
- Aéroport de Bordeaux - Mérignac (FAG Sud-Ouest, SAG Mérignac)
- Aéroport de Dijon-Bourgogne (SAG Dijon)
- Aéroport de Dzaoudzi-Pamandzi (SAG Mayotte)
- Aéroport de Francazal (SAG Toulouse)
- Aéroport de Limoges-Bellegarde (SAG Limoges)
- Aéroport de Lyon-Bron (FAG Sud-Est, SAG Lyon)
- Aéroport de Montpellier-Méditerranée (SAG Montpellier)
- Aéroport de Rennes-Bretagne (FAG Ouest, SAG Rennes)
- Aéroport de Saint-Nazaire - Montoir (SAG Saint-Nazaire)
- Aéroport Guadeloupe - Pôle Caraïbes (SAG Pointe-à-Pitre)
- Aéroport international Félix Éboué (SAG Cayenne)
- Aéroport international Martinique Aimé Césaire (SAG Fort-de-France)
- Base aérienne 107 Villacoublay (COMFAG, FAG Île-de-France)
- Base aérienne 120 Cazaux (CNIFAG)
- Base aérienne 123 Orléans-Bricy (CNAMAG)
- Base aérienne 128 Metz-Frescaty (FAG Est, SAG Metz)
- Base aérienne 132 Colmar-Meyenheim (SAG Colmar)
- Base aérienne 705 Tours (SAG Tours)
- Base d'aéronautique navale d'Hyères Le Palyvestre (FAG Sud, SAG Hyères)
- Détachement Air 181 La Réunion (SAG Saint-Denis)
- Hélistation d'Aiglun (SAG Digne-les-Bains)
- Hélistation de Briançon (SAG Briançon)
- Hélistation de Mimizan (DAG saisonnier Mimizan)
- Hélistation de Modane (SAG Modane)
- Hélistation des Bois (SAG Chamonix)
- Nouvelle-Calédonie (SAG Nouméa)

### Matériels

#### Parc aérien en 2021

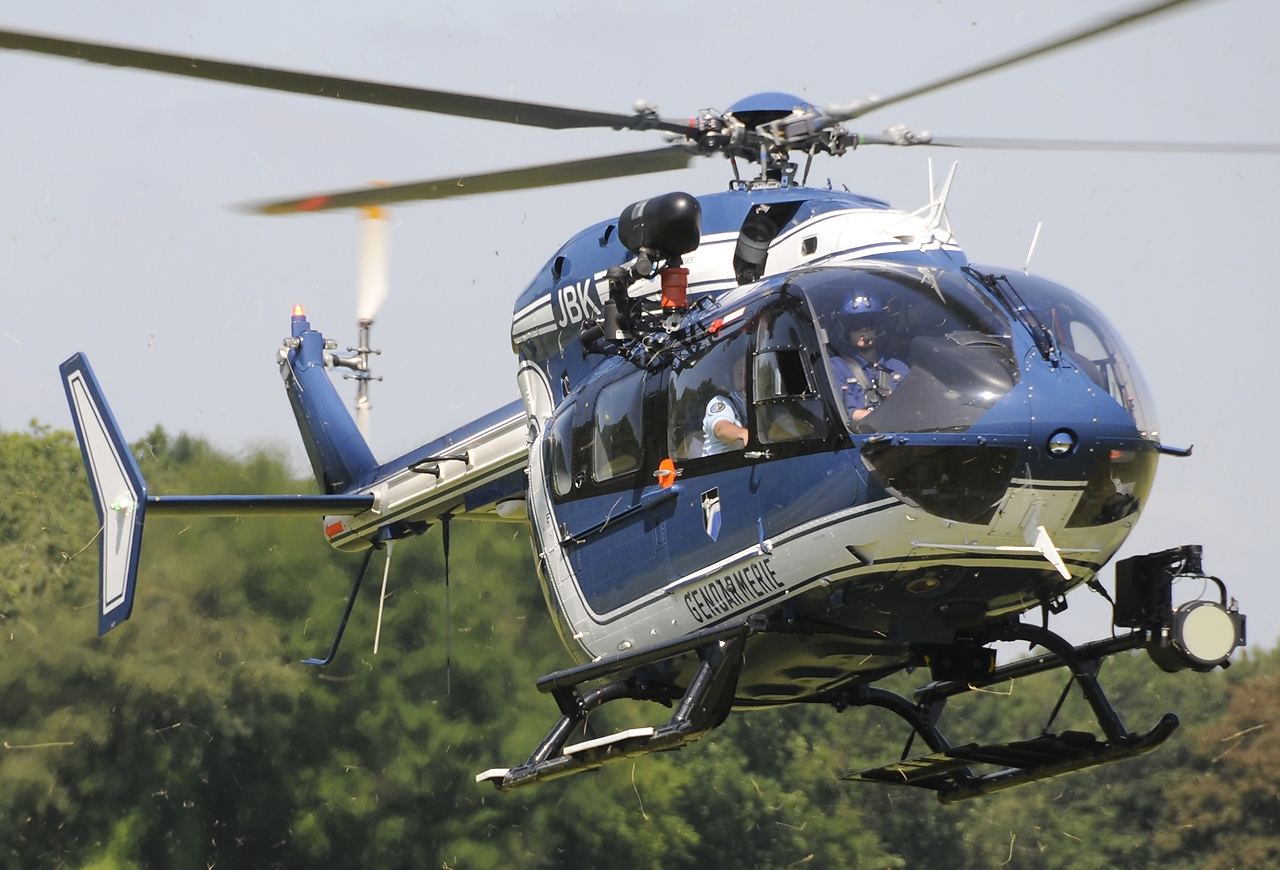
« EC145 » de la Gendarmerie à la Ferté-Alais. Le phare de recherche installé sur le patin gauche de l'appareil se distingue nettement.

| Aéronefs                    | Origine          | Type                           | Date service | En service | Versions  |
| --------------------------- | ---------------- | ------------------------------ | ------------ | ---------- | --------- |
| Aérospatiale AS350 Écureuil | France           | Hélicoptère de transport léger | Depuis 1982  | 26         | AS350B    |
| Eurocopter EC135            | Union européenne | Hélicoptère polyvalent         | Depuis 2009  | 15         | EC135 T2+ |
| Eurocopter EC145            | Union européenne | Hélicoptère polyvalent         | Depuis 2002  | 15,        | EC145     |
| Total                       |                  |                                |              | 56         |           |

#### Appareils retirés du service

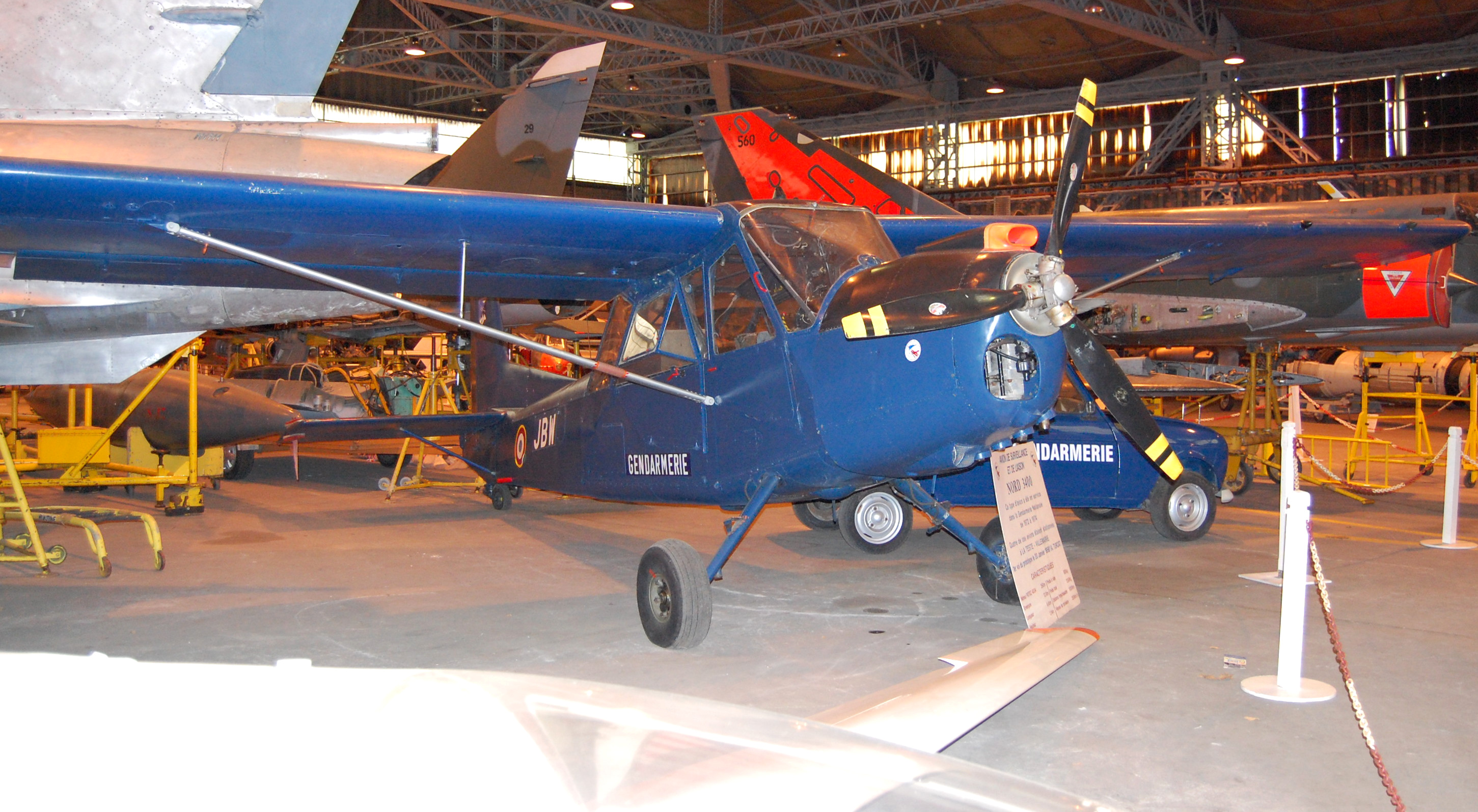
Un Nord 3400 Norbarbe exposé dans un musée. Les 6 appareils livrés en 1972 provenaient de l'ALAT.

| Aéronefs                  | Origine    | Type                              | Date service | Acquis  | Versions                |
| ------------------------- | ---------- | --------------------------------- | ------------ | ------- | ----------------------- |
| Bell 47                   | États-Unis | Hélicoptère léger multirôle       | 1954-1972    | 13      | Bell 47G                |
| Nord 3400 Norbarbe        | France     | Avion de liaison et d'observation | 1972-1974    | 6       |                         |
| Cessna 206                | États-Unis | Avion léger                       | 1974-1994    | 6       | U206F                   |
| Sud-Aviation Alouette II  | France     | Hélicoptère léger polyvalent      | 1957-1991    | 27 11 1 | SE.3130 SA.318C SA.315B |
| Sud-Aviation Alouette III | France     | Hélicoptère léger polyvalent      | 1963-2009    | 6 12 1  | SA.3160 SA.319B SA.316B |

## Sources bibliographiques
- Collectif, Les gendarmes du ciel : histoire illustrée des forces aériennes de la Gendarmerie nationale, Villiers-sur-Mer, Editions Pierre de Taillac, 2015, 240 p. (ISBN 978-2-36445-027-1)
- Roger Drouin, L'aventure au quotidien : L'histoire (impertinente?...) des Forces Aériennes de la Gendarmerie, vol. 3, Editions Complicités